# راكي غولزار
راخي جولزار (بالبنغالية: রাখী)‏ هي ممثلة هندية، ولدت في 15 أغسطس 1947 في الهند. بدأت مشوارها المهني سنة 1967، ومن الجوائز التي نالتها جائزة فيلم فير لأفضل ممثلة في دور ثانوي سنة 1974 وجائزة فيلم فير لأفضل ممثلة سنة 1977 وجائزة الفيلم الوطني لأفضل ممثلة مساعدة ‏ عن عمل شبهورت ماهورت سنة 2003.

## أعمال

### أفلام
- (1978) مقدار كا سكندر
- (1993) بازيجار
- (1995) كاران ارجون
- (2003) شبهورت ماهورت

## جوائز وترشيحات
جوائز
- جائزة فيلم فير لأفضل ممثلة في دور ثانوي (1974)
- جائزة فيلم فير لأفضل ممثلة (1977)
- جائزة الفيلم الوطني لأفضل ممثلة مساعدة [الإنجليزية]‏، عن عمل: شبهورت ماهورت (2003)

ترشيحات
- جائزة فيلم فير لأفضل ممثلة في دور ثانوي (1978)
- جائزة فيلم فير لأفضل ممثلة في دور ثانوي (1994)
- جائزة فيلم فير لأفضل ممثلة في دور ثانوي (1996)
- جائزة فيلم فير لأفضل ممثلة في دور ثانوي (1998)
- جائزة فيلم فير لأفضل ممثلة في دور ثانوي (1999)
- جائزة فيلم فير لأفضل ممثلة في دور ثانوي، عن عمل: كاران ارجون (1978)
- جائزة فيلم فير لأفضل ممثلة في دور ثانوي، عن عمل: كاران ارجون (1994)
- جائزة فيلم فير لأفضل ممثلة في دور ثانوي، عن عمل: كاران ارجون (1996)
- جائزة فيلم فير لأفضل ممثلة في دور ثانوي، عن عمل: كاران ارجون (1998)
- جائزة فيلم فير لأفضل ممثلة في دور ثانوي، عن عمل: كاران ارجون (1999)

## وصلات خارجية
- راكي غولزار على موقع IMDb (الإنجليزية)
- راكي غولزار على موقع ألو سيني (الفرنسية)
- راكي غولزار على موقع ميوزك برينز (الإنجليزية)
- راكي غولزار على موقع ديسكوغز (الإنجليزية)
- راكي غولزار على موقع قاعدة بيانات الفيلم (الإنجليزية)
- راكي غولزار على موقع كينوبويسك (الروسية)